# Susanna Raganelli
Susanna « Susy » Raganelli (parfois orthographié « suzy »), née le 21 février 1946 à Rome, est une pilote de karting italienne. Elle est la première à avoir acquis un titre mondial en sports mécaniques, sur châssis Tecno (Formule K classe A) propulsé par un moteur Parilla GP15L,.

## Biographie
Susanna Raganelli est la fille d'un riche concessionnaire Alfa Romeo de Rome.
Son titre de Championne du monde CIK/FIA est obtenu le 25 septembre 1966 après ses victoires lors des trois manches (de 15 tours chacune) et des trois finales (de 20, 30 et 50 tours, pour les 18 qualifiés) qui lui sont alors proposées sur le circuit de 655 mètres d'Amager, près de Copenhague. Elle bat notamment les suédois Leif Engström, deuxième du championnat, et Ronnie Peterson, troisième. La pilote transalpine s'était déjà imposé à Vevey, Suisse, devant Peterson le 1er mai.
La même année, l'Italie remporte le cinquième championnat d'Europe des nations (son troisième consécutif), avec Susy Raganelli, ainsi que Guido et Oscar Sala, Giulio Pernigotti (présent en sélection nationale depuis son origine en 1961) et Duilio Truffo.
En Angleterre, la domination de Susy Raganelli provoque des réactions « viriles » : le fabricant d'huile moteur pour karting Endurol donne un tee-shirt « Down with Susy's (knickers) » (« À bas (la culotte de) Susy ») à ses clients pour chaque bidon d'un gallon acheté.
En 1967, Susy Raganelli remporte encore le Grand Prix de Vevey, première manche du championnat du monde, devant 12 000 spectateurs, malgré un accident lors des 6 Heures Internationales de Paris. Fin 1967, elle abandonne le karting. Elle fera quelques courses en automobile Grand Tourisme pendant quelques années avant de quitter définitivement la compétition.
Elle épousera Giancarlo Naddeo (champion d'Italie de Formule 3 1971 sur Tecno 68, vainqueur de la Coupe d'Italie Peugeot-Talbot 1985, second du championnat italien de Formule Ford 1970, des 6 Heures de Vallelunga 1991, troisième du championnat d'Italie de Supertourisme 1989 et du Tour d'Italie automobile 1977,), dont elle devient le manager.

## Autre pilote féminine en karting
La pilote néerlando-suédoise Lotta Hellerg a, quant à elle, fini quatrième lors du championnat du monde de karting 1991 et obtenu une pole position lors du championnat du monde 1995.